# David Vega Hernández
Pour les articles homonymes, voir Vega (homonymie) et Hernández.
David Vega Hernández, né le 23 juin 1994 à Telde, est un joueur de tennis espagnol, professionnel depuis 2012.

## Carrière
N'ayant jamais dépassé la 400e place en simple, David Vega Hernández se spécialise en double en 2018 après avoir remporté 23 titres dans la discipline dans les tournois ITF. Il compte à son palmarès huit tournois Challenger en double. En 2021, il s'impose au tournoi ATP d'Umag avec Fernando Romboli.
En 2022, associé au Brésilien Rafael Matos, il remporte 4 titres.

## Palmarès

### Titres en double messieurs
| No | Date       | Nom et lieu du tournoi         | Catégorie | Dotation  | Surface      | Partenaire       | Finalistes                     | Score              |          |
| -- | ---------- | ------------------------------ | --------- | --------- | ------------ | ---------------- | ------------------------------ | ------------------ | -------- |
| 1  | 19-07-2021 | Plava Laguna Croatia Open Umag | ATP 250   | 419 470 $ | Terre (ext.) | Fernando Romboli | Tomislav Brkić Nikola Čačić    | 7-5, 7-64          | Parcours |
| 2  | 04-04-2022 | Grand-Prix Hassan II Marrakech | ATP 250   | 534 555 € | Terre (ext.) | Rafael Matos     | Andrea Vavassori Jan Zieliński | 6-1, 7-5           | Parcours |
| 3  | 19-06-2022 | Mallorca Championships Calvià  | ATP 250   | 886 500 € | Gazon (ext.) | Rafael Matos     | Ariel Behar Gonzalo Escobar    | 7-65, 66-7, [10-1] | Parcours |
| 4  | 11-07-2022 | Nordea Open Båstad             | ATP 250   | 534 555 € | Terre (ext.) | Rafael Matos     | Simone Bolelli Fabio Fognini   | 6-4, 3-6, [13-11]  | Parcours |
| 5  | 26-09-2022 | Sofia Open Sofia               | ATP 250   | 534 555 € | Dur (int.)   | Rafael Matos     | Fabian Fallert Oscar Otte      | 3-6, 7-5, [10-8]   | Parcours |

### Finales en double messieurs
| No | Date       | Nom et lieu du tournoi                        | Catégorie | Dotation    | Surface      | Vainqueurs                      | Partenaire   | Score            |          |
| -- | ---------- | --------------------------------------------- | --------- | ----------- | ------------ | ------------------------------- | ------------ | ---------------- | -------- |
| 1  | 25-04-2022 | BMW Open Munich                               | ATP 250   | 534 555 €   | Terre (ext.) | Kevin Krawietz Andreas Mies     | Rafael Matos | 4-6, 6-4, [10-7] | Parcours |
| 2  | 03-10-2022 | Rakuten Japan Open Tennis Championships Tokyo | ATP 500   | 1 953 285 $ | Dur (ext.)   | Mackenzie McDonald Marcelo Melo | Rafael Matos | 6-4, 3-6, [10-4] | Parcours |

## Parcours dans les tournois duGrand Chelem

### En double messieurs
| Année | Open d'Australie                                                                    | Open d'Australie                                                               | Internationaux de France                                                           | Internationaux de France                                                                      | Wimbledon                                                                          | Wimbledon | US Open | US Open |
| ----- | ----------------------------------------------------------------------------------- | ------------------------------------------------------------------------------ | ---------------------------------------------------------------------------------- | --------------------------------------------------------------------------------------------- | ---------------------------------------------------------------------------------- | --------- | ------- | ------- |
| 2019  | —                                                                                   | —                                                                              | 1er tour (1/32) A. de Minaur \|\| style="text-align:left;" \| G. Barrère Q. Halys  | —                                                                                             | —                                                                                  | —         | —       |         |
|       |                                                                                     |                                                                                |                                                                                    |                                                                                               |                                                                                    |           |         |         |
| 2022  | —                                                                                   | —                                                                              | 1/4 de finale Rafael Matos \|\| style="text-align:left;" \| M. Arévalo J.-J. Rojer | 1/8 de finale Rafael Matos \|\| style="text-align:left;" \| Rajeev Ram J. Salisbury           | 1er tour (1/32) Rafael Matos \|\| style="text-align:left;" \| D. Hidalgo F. Reboul |           |         |         |
| 2023  | 1er tour (1/32) Rafael Matos \|\| style="text-align:left;" \| Hugo Nys J. Zieliński | 1er tour (1/32) D. Hidalgo \|\| style="text-align:left;" \| J. Murray M. Venus | 1er tour (1/32) A. Olivetti \|\| style="text-align:left;" \| J. Murray M. Venus    | 1er tour (1/32) M. Á. Reyes-Varela \|\| style="text-align:left;" \| P. Tsitsipás S. Tsitsipás |                                                                                    |           |         |         |

N.B. : le nom du partenaire se trouve sous le résultat ; les noms des ultimes adversaires se trouvent à droite.

## Classements ATP en fin de saison
| Année          | 2012 | 2013 | 2014 | 2015 | 2016 | 2017 | 2018 | 2019 | 2020 | 2021 | 2022 | 2023 | 2024 |
| Rang en simple | 1061 | 505  | 445  | 487  | 755  | 580  | 761  | –    | 1872 | 1434 | –    | –    | –    |
| Rang en double | 1389 | 580  | 448  | 563  | 259  | 173  | 113  | 115  | 116  | 91   | 31   | 121  | 149  |

Source : (en) Classements de David Vega Hernández sur le site officiel de la Fédération internationale de tennis